# Macrozamia cardiacensis
Macrozamia cardiacensis P.I. Forst. & D.L. Jones è una pianta appartenente alla famiglia delle Zamiaceae, diffusa in Australia.

## Descrizione
È una pianta sempreverde con fusto interamente o parzialmente sotterraneo, alto sino a 40 cm e con un diametro di 30-40 cm, ricoperto da un rivestimento formato da basi fogliari persistenti e da catafilli. Le radici sono tuberose e succulente, svolgono la funzione di deposito di acqua e nutrienti e sono coralloidi, per via di una massa nodulare presente al loro apice, sulle quali vivono dei cianobatteri simbionti che fissano l'azoto atmosferico, rendendolo disponibile per la pianta.
Le foglie sono pennate, lunghe 1,5-2 m, disposte a corona all'apice del fusto e rette da un picciolo spinoso lungo 30-40 cm. Ogni foglia risulta composta da 50-70 paia di foglioline lanceolate, lunghe mediamente 20-30 cm.
È una specie dioica con coni maschili fusiformi, lunghi 35-40 cm e larghi 6-8 cm e coni femminili ovoidali, lunghi 32-36 cm e larghi 11-14 cm.
I semi, grossolanamente ovoidali, sono lunghi 22-35 mm e sono ricoperti da un tegumento di color rosso-arancio.

## Riproduzione
L'impollinazione è entemofila. Gli sporofilli maschili durante il periodo riproduttivo emettono odori sgradevoli che allontanano gli insetti. Invece i fiorigli sporofilli femminili non emanano un odore forte, attirando gli insetti pronubi soltanto a questi.

## Distribuzione e habitat
Questa pianta è endemica del Queensland sud-orientale. Vive sui pendii scoscesi della foresta.